# Unkatō
El unkatō (運貨筒?) fue un sistema de transporte de suministros empleado por submarinos japoneses durante la Segunda Guerra Mundial.

## Historia
Debido a la superioridad aérea estadounidense desde 1943, resultaba imposible emplear buques de transporte para aprovisionar a las tropas japonesas, dado que los ataques aéreos aniquilarían cualquier convoy convencional. Por ello se inició el Tokyo Express, empleando veloces destructores que podían llevar suministros y regresar en una noche, quedando a salvo de la aviación aliada. El problema era la imposibilidad de descargar los suministros con rapidez o seguridad, por lo que eran introducidos en bidones que se arrojaban por la borda. Para subsanarlo en la medida de lo posible, se decidió el empleo de submarinos de transporte, que remolcaban un contenedor submarino no tripulado, denominado unkatō.
El unkatō consistía en un casco fusiforme de 45 metros de eslora y cinco de diámetro, con superficies de control cruciformes, aunque fijas, con el único objetivo de estabilizar el casco. Disponía de tres tanques de lastre, en los conos de proa y popa y en la zona central. Salvo el espacio reservado para este último tanque, la zona central quedaba disponible para transportar hasta 377 toneladas de vituallas, municiones, equipamiento y medicinas.
El proceso para emplear el unkatō es como sigue: dependiendo de la cantidad de carga, se ajustaban los tanques de lastre para proporcionar una flotabilidad ligeramente negativa. Ello mantendría al unkatō en superficie mientras el submarino lo remolcaba, y le seguiría en su inmersión cuando se sumergiese. El casco de un unkatō era capaz de resistir profundidades de hasta 120 metros.
Finalmente, al llegar a su destino, el submarino cedería la línea de remolque al personal de tierra, que procedería a descargar el unkatō tras amarrarlo en un muelle o encallarlo en una playa.
Hubo cuatro tipos de unkatō, tres de ellos diferenciados por su tamaño, y un cuarto clasificado como tipo especial (特型).